# Мелікян Арсен Степанович
Арсе́н Степа́нович Мелікя́н (вірм. Արսեն Մելիքյան; нар. 17 травня 1976 року в Єревані, Вірменська РСР) — вірменський важкоатлет, бронзовий призер Олімпійських ігор 2000 року, бронзовий призер Чемпіонату Європи 2005 року.

## Кар'єра
Найбільший успіх у спортивній кар'єрі прийшов до Арсена Мелікяна у віці 24 років на літніх Олімпійських іграх 2000 року в Сіднеї, де в категорії до 77 кілограмів він підняв загальну вагу в 365 кг (у ривку — 167,5 кг, у поштовху — 197,5 кг) і завоював бронзову медаль, програвши тільки Чжань Сюйгану із Китаю і греку Віктору Мітру. Ця бронза — перша медаль такого ґатунку для незалежної Вірменії на Олімпійських іграх (до цього на Олімпіаді-1996 вірменські спортсмени вже отримували золоту та срібну медаль).
На чемпіонаті Європи 2005 року в столиці Болгарії Софії Мелікян також завоював бронзову медаль, але цього разу у ваговій категорії до 85 кілограмів. У ривку він підняв 165 кг, а в поштовху — 197,5 кг, загальна вага становила 362,5 кг.